# Willa Léona Allarta
Willa Léona Allarta – klasycystyczna willa powstała w 1882 r., wybudowana jako siedziba francuskiego fabrykanta Leona Allarta i jego rodziny. Przedsiębiorca wybudował ją naprzeciwko swojej fabryki.

## Historia
Działkę, na której położony jest obiekt, Allart zakupił w 1878 r. od Augusta Keniga. Początkowo powstał kompleks fabryk, willa zaś została wybudowana w 1882 r. Jej ówczesny kształt nie jest znany, tak samo jak projektant budynku. Po śmierci pierwszego właściciela, willa przeszła w ręce jego syna. Budynek przebudowano w 1926 r., czyli w okresie gdy właścicielem obiektu był Ernest Saladin – dyrektor Towarzystwa Akcyjnego Allart, Rousseau i spółka oraz najpierw agent konsularny Rep. Francuskiej w Łodzi (1928) a następnie konsul Rep. Francuskiej (1936).
Budynek powstał według projektu łódzkiego inż.-architekta – Henryka Goldberga. 
W trakcie II wojny światowej zakłady Allarta zostały przejęte przez niemieckich okupantów – ówczesne losy willi nie są dokładnie znane. 
W okresie PRL-u willę przejęło państwo i ulokowano w niej przyzakładowe przedszkole przy byłej fabryce Allarta, w której mieściły się podówczas zakłady Przemysłu Wełnianego im. Gwardii Ludowej „Polmerino”, a następnie Przędzalnia Czesankowa „Polmerino”. Po 1989 r. willa trafiła w ręce firmy farmaceutycznej Hurtap, a następnie została zakupiona przez Jana Krajewskiego.

## Architektura
Willa reprezentuje styl architektury klasycystycznej. Obiekt posiada charakterystyczną frontową elewację ze znacznym balkonem, wspartym na wspornikach, a także posiadającym słupki zakończone kulami oraz wazonami. Elewacja budynku ponadto ma gzymsy, boniowania, a także pilastry z kapitelami w porządku jońskim. Budynek odznacza się również facjatką z attyką i wolim okiem. Od strony podwórza willa ma ryzalit zwieńczony tarasem, a także facjatkę o oknie w formie trójliścia.

### Wnętrze
W środku budynku znajdują się witraże stanowiące przykłady sztuki art déco, wyprodukowane w Krakowskim Zakładzie Witrażów S.G. Żeleński w 1926 r. Wewnątrz willi wiszą także obrazy olejne prezentujące sceny z życia wiejskiego, a także ziemiańskiego, ponadto znajdują się oryginalne balustrady, krata w dawnej sali balowej oraz fajansowa umywalka.